# Taqi ad-Din Muhammad ibn Ma'ruf
Taqi ad-Din Muhammad ibn Ma'ruf ash-Shami al-Asadi (arabsky: تقي الدين محمد بن معروف الشامدققن لحقنامدق; osmanská turečtina: مدق د بن معروف الشامي السعدي; turecky: Takiyüddin‎; 1526 Damašek–1585 Istanbul) byl osmanský polyhistor narozený v Sýrii a působící v Káhiře a Istanbulu. Byl autorem více než devadesáti knih o astronomii, hodinářství, inženýrství, matematice, mechanice, optice i přírodní filozofii. V roce 1574 osmanský sultán Murad III. pozval Taqi ad-Dina k vybudování observatoře v hlavním městě Osmanské říše, Istanbulu. Taqi ad-Din pak v roce 1577 vytvořil největší observatoř středověku a zkonstruoval zde nástroje, jako je armilární sféra a mechanické hodiny, které používal k pozorování Velké komety roku 1577. Použil také evropské nebeské a pozemské glóby, které byly doručeny do Istanbulu jako dary sultánovi. Jeho hlavní astronomické dílo se jmenuje Strom konečného poznání v Království rotujících sfér: Astronomické tabulky krále králů (Sidrat al-muntah al-afkar fi malkūt al-falak al-dawār– al-zij al-Shāhinshāhi). Sepsal ho na základě výsledků pozorování s cílem opravit a doplnit dílo Ulugbega Zij-i Sultani. Prvních 40 stran práce se zabývalo výpočty, následovaly diskuse o orloji, nebeských kruzích a informace o třech zatměních, která pozoroval v Káhiře a Istanbulu. Jeho metoda zjišťování souřadnic hvězd byla údajně tak přesná, že získal lepší data než jeho současníci Tycho Brahe a Mikuláš Koperník. Taqi ad-Din také v roce 1551 popsal parní turbínu a uvažoval o její praktickém využití pro otáčení rožně. Vytvářil několik orlojů. Ve svých optických pracích určoval světlo vyzařované z objektů, pozorováním dokázal zákon odrazu a zkoumal lom světla.